# Comuna Ksaverivka, raionul Vinnîțea, regiunea Vinnița
Ksaverivka (în ucraineană Ксаверівка) este o comună în raionul Vinnîțea, regiunea Vinnița, Ucraina, formată din satele Ksaverivka (reședința) și Lîsohora.

## Demografie
Componența lingvistică a satului Ksaverivka
     Ucraineană (99,16%)
     Alte limbi (0,83%)
Conform recensământului din 2001, majoritatea populației satului Ksaverivka era vorbitoare de ucraineană (99,16%), existând în minoritate și vorbitori de alte limbi.